# 哈維·貝西拉
哈維·貝西拉（英語：Xavier Becerra；1958年1月26日—），是一位美国的政治人物，民主黨籍，曾任第25任美国卫生及公共服务部長。自1993年至2017年擔任聯邦眾議員，代表加利福尼亞州洛杉磯地區，擔任過眾議院民主黨黨團主席。
貝西拉於於2016年12月同意接受加州州長傑瑞·布朗的提名出任第33任加州检察总长，於2017年1月接替就任聯邦參議員的第32任检察总长賀錦麗。
2020年，總統乔·拜登提名貝西拉為卫生及公共服务部長，並於2021年3月19日在參議院通過提名。

## 參閲
- 加利福尼亞州首批少數族裔男性律師暨法官列表（英语：List of first minority male lawyers and judges in California）
- 美國國會西班牙裔暨拉美裔議員列表（英语：List of Hispanic and Latino Americans in the United States Congress）
- 美國首批女性律師暨法官列表（英语：List of first women lawyers and judges in the United States）
- 加利福尼亞州首批女性律師暨法官列表（英语：List of first women lawyers and judges in California）

## 外部連結
- 维基共享资源上的相關多媒體資源：哈維·貝西拉
- 英語维基文库中与本条目相关的原始文献：Xavier Becerra
- 維基新聞相關報導：Xavier Becerra
- Campaign website （页面存档备份，存于）

- 美國國會國家人物傳記大辭典中的傳記
- 由華盛頓郵報維護的投票記錄
- 智慧投票计划中的傳記、投票紀錄及利益集團評級
- 聯邦選舉委員會中的競選財務報告和數據
- C-SPAN內的頁面（英文）
- Join California Xavier Becerra （页面存档备份，存于）